# 娜塔玻·提米露克
娜塔玻·提米露克（1989年2月6日—），綽號Taew，是拥有孟族血统的泰國著名女演員、歌手兼模特，代表作有《心的約束》、《名門紳士之緣定芳林》、《龍裔黑幫之犀牛》和《三面娜迦》。現為泰國三台旗下藝人。

## 早年经历
娜塔玻出生於1989年2月6日，其父為軍人，而其母為建築師。成績優異的她在父母栽培下，學習多種泰國傳統樂器及傳統舞蹈，除了演奏鰐魚琴、二胡、鋼琴及小提琴，她還會騎馬和泰拳。2006年，年僅17歲的她與劉亦菲及易建聯拍攝伊利優酸乳廣告而成功出道，及後在學期間曾成為朱拉隆功大學最受歡迎人物之一。修畢建築系大學學位後，她加入泰國第3電視台，出演了多部熱門電視劇，憑借著日趨成熟的演技獲得了多項影視獎項。

## 影视作品

### 電視劇
| 年份   | 名稱                     | 角色                             | 播放平台      |
| ------ | ------------------------ | -------------------------------- | ------------- |
| 2006年 | 可爱                     | Narak                            | 泰國第3電視台 |
| 2008年 | 心的抉擇                 | Sawang                           | 泰國第3電視台 |
| 2008年 | 胡椒与稻米葉             |                                  | 泰國第3電視台 |
| 2009年 | 浮華世家                 | Kom                              | 泰國第3電視台 |
| 2009年 | 离心                     | Tawanchai                        | 泰國第3電視台 |
| 2010年 | 爱在宋干                 | Nam                              | 泰國第3電視台 |
| 2010年 | 心的约束                 | Muk                              | 泰國第3電視台 |
| 2011   | 骄傲的火焰               | Namfon                           | 泰國第3電視台 |
| 2012年 | 撒旦保镖                 | Paremai                          | 泰國第3電視台 |
| 2012年 | 日耀云帘                 | Tawanchai                        | 泰國第3電視台 |
| 2013年 | 名门绅士五部曲之缘定芳林 | Soifah                           | 泰國第3電視台 |
| 2014年 | 星阁怨                   | Roydao                           | 泰國第3電視台 |
| 2014年 | 日冕之恋                 | Praedao                          | 泰國第3電視台 |
| 2015年 | 风之戀                   | Pattarin                         | 泰國第3電視台 |
| 2015年 | 龙裔黑帮五部曲之犀牛     | Panthera                         | 泰國第3電視台 |
| 2016年 | 三面娜迦                 | 娜迦女神（Kumkaew）              | 泰國第3電視台 |
| 2017年 | 城之源                   | Maenmuang                        | 泰國第3電視台 |
| 2018年 | 同一片天空               | MangMao                          | 泰國第3電視台 |
| 2018年 | 熾愛遊戲                 | Nok                              | 泰國第3電視台 |
| 2019年 | 喜欢你                   | Pailin                           | 泰國第3電視台 |
| 2020年 | 轮回的捉弄               | Sitang（Tuanai） Duangkae Sasina | 泰國第3電視台 |
| 2021年 | 猎恶游戏                 | Janenaree                        | 泰國第3電視台 |

### 電影
- 2006年：《鬼宿舍》 飾演 Namtan（纳坦）
- 2025年：《熱血雪雕隊》飾演 Chom（喬姆）